# Februari 1995
Dit artikel geeft een chronologisch overzicht van alle belangrijke gebeurtenissen per dag in de maand februari van het jaar 1995.

## Gebeurtenissen

### 1 februari
- In Limburg is de ergste wateroverlast alweer voorbij, maar in Gelderland en Zuid-Holland moeten ook de inwoners van de Tielerwaard, de Culemborgerwaard en van (delen van) plaatsen als Hardinxveld, Gorinchem, Echteld, Ochten en Kesteren weg voor het wassende water.

### 2 februari
- Op het hoogtepunt van de 'waternoodsramp' zijn meer dan een kwart miljoen mensen, honderdduizenden stuks vee en een nauwelijks te schatten hoeveelheid huisraad en inventaris van vele duizenden fabrieken en bedrijven geëvacueerd.

### 4 februari
- De dijken hebben het gehouden. De eerste bewoners mogen terug.

### 5 februari
- In België wordt de dienstplicht opgeschort.

### 6 februari
- De laatste evacuées van de waternood keren terug naar hun huizen. De balans: vier doden, veel persoonlijk leed en een schade voor het bedrijfsleven van 150 tot 200 miljoen gulden.
- Arantxa Sánchez Vicario lost Steffi Graf na 87 weken af als de nummer één op de wereldranglijst der proftennissters: de Spaanse moet die positie na twee weken weer afstaan aan haar Duitse collega.

### 9 februari
- Het Nederlandse kabinet komt met provincies, waterschappen en gemeenten overeen dat de rijksoverheid het leeuwendeel van de kosten van de versnelde dijkverzwaring, zo'n half miljard gulden, zal betalen.

### 12 februari
- Na het Europees kampioenschap hardrijden op de schaats in Heerenveen wint Rintje Ritsma in het Italiaanse bergdorpje Baselga di Piné ook de wereldtitel.

### 15 februari
- De FNV'ers onder de chauffeurs en de werkgevers in het streekvervoer bereiken een akkoord over een nieuwe cao. De chauffeurs, die aanvankelijk niet en na tussenkomst van de rechter alleen nog in de spits werkten, gaan na 27 dagen weer aan de slag. Hun CNV-collega's deden dat al eerder.
- Oud-minister en voormalig fractievoorzitter van het CDA Elco Brinkman verlaat de politiek. Hij wordt voorzitter van het Algemeen verbond bouwbedrijf AVBB.
- In de Verenigde Staten wordt Kevin Mitnick gearresteerd. Hij brak in in sommige van de meest beveiligde computersystemen van het land.

### 17 februari
- In België doet justitie een inval bij de Socialistische Partij, de partij van secretaris-generaal van de NAVO, Willy Claes. Zij is op zoek naar bewijzen dat bij de aankoop van Italiaanse Agusta-helikopters voor het Belgische leger in 1988 smeergelden zijn betaald. Claes, in die tijd minister van economische zaken, zegt van niets te weten. Vijf dagen later moet hij die uitspraak afzwakken.
- Het kabinet besluit tot de aanleg van een vijfde baan, parallel aan de bestaande Zwanenburgbaan, op luchthaven Schiphol. Eind juni stemt de Tweede Kamer daarmee in, met een kanttekening: de paarse fracties bepalen dat deze uitbreiding de laatste zal zijn.

### 20 februari
- De Vlaamse veearts-keurder Karel Van Noppen wordt niet ver van zijn huis doodgeschoten. De moord gebeurde in opdracht van de hormonenmaffia.

### 21 februari
- Bij een gevangenisopstand in de Serkadji gevangenis in Algerije komen in 1,5 dagen tijd vier cipiers en 96 gevangenen om.

### 23 februari
- In de schoot van de Beweging voor directe democratie wordt te Antwerpen de werkgroep WIT opgericht, met het oog op de parlementsverkiezingen.
- In Utrecht haalt een helikopter de windwijzer van de Domtoren. De windwijzer na een zware storm scheef was komen te staan. De windwijzer bevat een afbeelding van Sint-Maarten. Hij is de beschermheilige van de Dom en van de stad.

### 26 februari
- De oudste investeringsbank van het Verenigd Koninkrijk, Barings Bank, gaat failliet nadat effectenmakelaar Nick Leeson €1,1 miljard verloor op de beurs van Tokio.

### 28 februari
- Fokker kondigt een reorganisatie aan: tweeduizend banen zullen worden geschrapt, 2.400 zullen via verkoop of verzelfstandiging 'op afstand worden geplaatst', waardoor een kernbedrijf van 4.200 arbeidsplaatsen zal overblijven. In augustus onderstrepen de halfjaarcijfers van de vliegtuigfabrikant de noodzaak van deze vierde ingreep in bijna evenzovele jaren: in de eerste zes maanden van 1995 lijdt het bedrijf een verlies van maar liefst 651 miljoen gulden.
- Uit protest tegen de moord op veearts-inspecteur Karel van Noppen wordt in België een vleesloze dag gehouden.

← · januari · februari · maart · april · mei · juni · juli · augustus · september · oktober · november · december ·  →